# Volvo B9L
Volvo B9L är ett busschassi som fanns tillgängligt på den svenska marknaden mellan 2005 (årsmodell 2006) och 2013 (årsmodell 2014). Det finns även som ledat, kallat Volvo B9LA (18 meter).
Volvo B9L ersatte det dieseldrivna Volvo B7L-chassit och det gasdrivna Volvo B10L-chassit. 
Det har i princip samma tekniska lösningar och samma konstruktion som B7L förutom en nyare 9-litersmotor som nu, förutom dieseldrift, även kunde fås med bio/naturgasdrift. Motorn är stående monterad på vänster sida längst bak med kylaren monterad lutande under en upphöjd del längst bak på taket. Bussar som bygger på detta chassi har, precis som bussar byggda på B7L, genomgående lågt golv.
Bussar som byggde på chassit i Sverige fanns endast med bio-/naturgasdrift. Dock fanns en BRT-prototyp med dieseldrift. I början fanns chassit tillgängligt med Volvo 7700-kaross i rostfritt stål för de normallånga bussarna och med Volvo 7500-kaross i aluminium för ledbussarna på den svenska marknaden. Senare ersattes Volvo 7500 av en ledversion av Volvo 7700. Både den vanliga och den ledade versionen av Volvo 7700 ersattes senare av Volvo 7900 som gick att få med Volvo B9L/LA-chassi fram till införandet av miljöklass Euro 6 i slutet av 2013, då Volvo B9L/LA drogs in från den europeiska marknaden och helt ersattes av hybridchassit Volvo B5LH.

## I trafik

### Sverige
I Sverige har bussar med Volvo B9L-chassi endast sålts i Stockholm och söderöver.

#### Skåne
I Sverige blev detta chassi vanligast i städerna i Region Skåne, främst i Malmö och Kristianstad, där gasdrivna ledade Volvo 7500 och gasdrivna, såväl vanliga som ledade, Volvo 7700, i olika trafikbolags regi, dominerade vagnparkerna där under början av 2010-talet.

#### Västra Götaland
Ledbussar i form av ett antal Volvo 7700 och en 7900 med detta chassi har även funnits hos GS i Göteborg. Även andra städer i länet har haft Volvo B9L, däribland Falköping som haft 12-meters Volvo 7700 under Nobinas avtalsperiod.

#### Stockholm
Före Keolis Sveriges förnyade avtal för busstrafiken i Stockholms innerstad sommaren 2014 fanns där 21 stycken biogasledbussar i Keolis-serien 7010–7030 av typen Volvo 7500 med B9LA-chassi av årsmodell 2007. Dessa var stationerade i Söderhallens bussdepå och gick på olika blåbusslinjer i innerstaden. Främst på linjerna 2 och 3. Efter det förnyade avtalet sommaren 2014 togs samtliga dessa Volvobussar ur trafik och ersattes av biogasdrivna ledbussar av typen MAN Lion's City.

#### Södermanland
I Eskilstuna har det i Veolias/Transdevs regi förekommit både normallånga Volvo 7700 och ledade Volvo 7500/7700 i ett antal exemplar.

#### Örebro
I Örebro har det i Nobinas regi funnits två bussar med Volvo 7900-kaross byggda på detta chassi. Dessa var gasledbussar av 2013-års modell.

### Övriga länder

#### Grekland
Till trafikbolaget OASTH i Thessaloniki byggdes totalt 84 bussar; 20 med Volvo B9L och 64 med B9LA-chassi, samtliga med kaross av den grekiska fordonstillverkaren ELBO.

#### Italien
År 2015 exporterades samtliga övertaliga Volvobussar från Keolis i Stockholm till den italienska staden Bologna, vilket gjorde att Volvo 7500 med B9LA-chassi och biogasdrift då gjorde premiär för första gången utanför Sverige. I Bologna hamnade de hos trafikbolaget TPER och fick inventarienumren 948–968.

#### Ungern
I Ungern såldes ett antal dieseldrivna Volvo 7700 och 7900 med Volvo B9LA-chassi.

#### Sydafrika
På grund av andra utsläppskrav såldes bussar med detta chassi i Sydafrika även ett antal år efter att de hade slutat säljas i Europa 2013. Här fanns de liksom i slutet i Europa i 12-meters och 18-meter utförande samt med Euro 5-motorer. Sedan 2021 är detta chassi helt ersatt av elbusschassit Volvo BZL.

#### Övriga
Volvo B9L har även sålts i fler länder varierad skala, såväl som helbygge med Volvo 7700-karosser som med karosser från externa tillverkare. Däribland Kina, Mexiko, Nederländerna, Norge, Schweiz, Singapore, och Tyskland. Chassit har dock inte alls sålts i samma omfattning som många andra busschassin av Volvo Bussar.

## Galleri

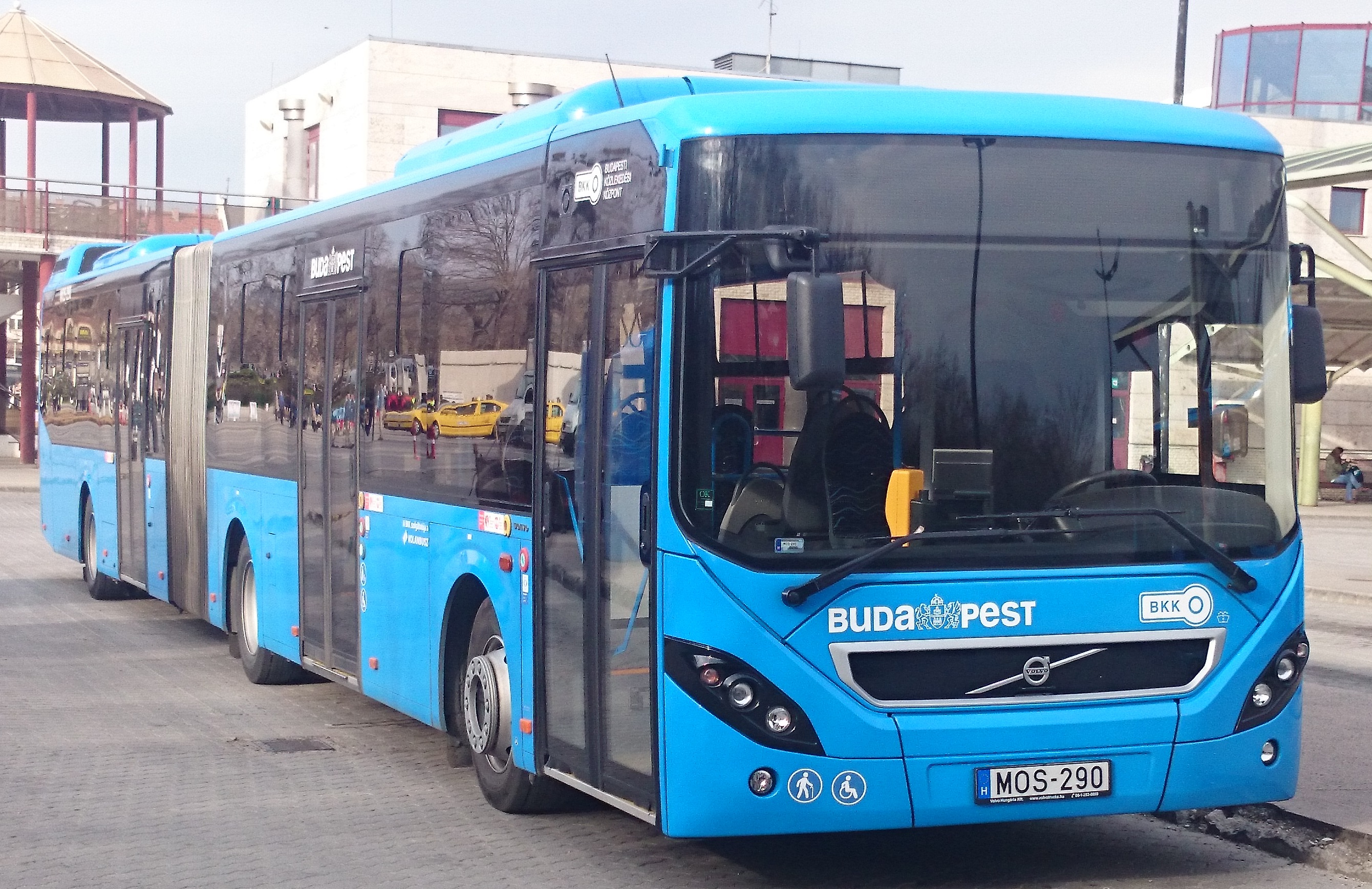
Dieseldriven Volvo 7900A med Volvo B9LA-chassi i Budapest.
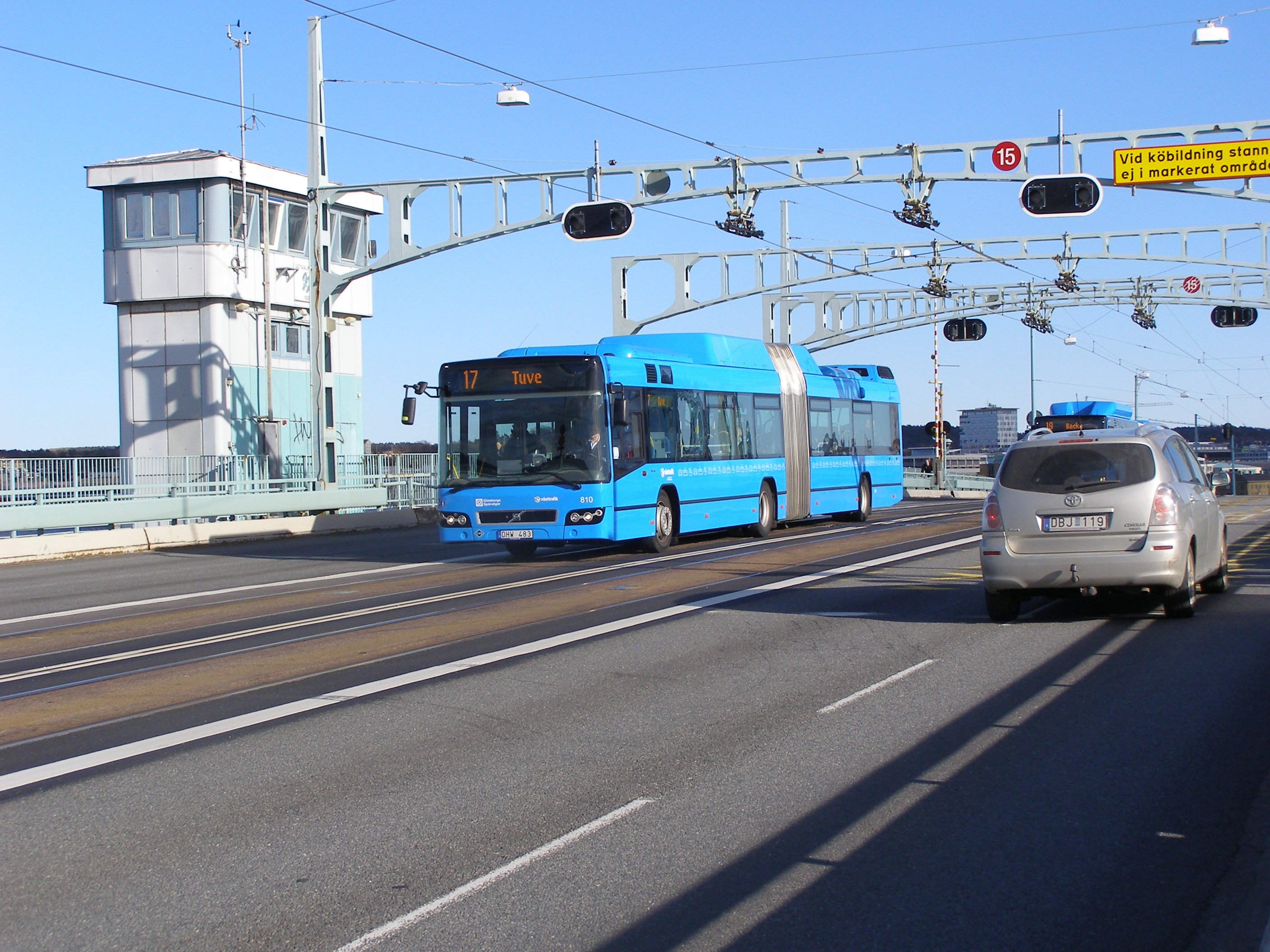
Gasdriven Volvo 7700A med Volvo B9LA-chassi på Göta älv-bron i Göteborg.